# Jesús Salas Barraza
Jesús Salas Barraza (El Oro, 1888 – 1956) è stato un generale messicano, artefice dell'assassinio di Pancho Villa nel 1923.
Jesús Salas Barraza nacque a El Oro nel 1888. Nel 1913 si unì ai Costituzionalisti per combattere Victoriano Huerta e, in seguito, prese parte alle campagne contro i Villisti. Nel 1923 fu a capo del commando che assassinò Pancho Villa. Nonostante lui e il suo complice Melitón Lozoya furono condannati a 70 anni di carcere furono scarcerati nel 1924. Nonostante tutto fu Governatore del Durango per alcuni giorni. Nel 1929, insieme al governatore del Durango Juan Gualberto Amaya, prese parte alla Ribellione escobarista. Quando questa fu sconfitta lasciò il Paese. Morì nel 1956.